# Love at First Sting
Love at First Sting е деветият студиен албум на германската рок група „Скорпиънс“, издаден през 1984 г. в Европа от „Харвест Рекърдс“/„И Ем Ай Рекърдс“ и в Съединените американски щати от „Мъркюри Рекърдс“. Записите са съпроводени от чести спорове между продуцента Дитер Диркс и членовете на групата, свързани с критиките му към представянето на басиста Франсис Буххолц. Басистът посочва, че Дитер Диркс е недоволен от предоговарянето, което „Скорпиънс“ правят с неговата компания „Брейз Мюзик“ след успеха на Blackout (1982), в резултат на което продуцентът иска да се справи без него и барабаниста Херман Раребел. През април 1983 г., с помощта на бившите музиканти от „Рейнбоу“ Боби Рондинели и Джими Бейн, групата записва всички песни в „Полар Студиос“ в Стокхолм. Въпреки това, в края на същата година, „Скорпиънс“ презаписват целия материал в студио „Диркс“ с 32-пистово записващо устройство.
В стил подобен на Blackout, но с по-опростен и търговски подход, създаден с цел успех в САЩ, Love at First Sting получава положителни отзиви от специализираната преса, която изтъква основно звука му и синглите Rock You Like a Hurricane, Still Loving You и Big City Nights. С поръчани предварително 600 000 бройки в САЩ, в търговски план, албумът се смята за една от най-успешните им продукции, тъй като влиза в десетте най-продавани албума в музикалните класации на Германия, САЩ, Финландия и Франция и отбелязва дебюта на групата в други страни. Love at First Sting получава няколко златни и платинени награди в държави от Европа, Северна Америка и Азия, включително и тройно платинена от Асоциацията на звукозаписната индустрия в Америка за продадени повече от 3 000 000 копия на територията на САЩ.
За популяризирането на Love at First Sting, са издадени пет сингъла на различни територии, сред които Rock You Like a Hurricane, Still Loving You, Big City Nights, I'm Leaving You и Bad Boys Running Wild. „Мощната рок балада“ Still Loving You, е най-успешният сингъл от албума, песента влиза в няколко класации и достига № 1 във Франция, където Националният синдикат на фонографските издателства я сертифицира с платинен сертификат, за продадени повече от 1 000 000 копия. За първите четири сънгъла, „Скорпиънс“ издвата видеоклипове, като този на Big City Nights е издаден през 1985 г., за да популяризира концертния албум World Wide Live.
Световното концертно турне започва на 23 януари 1984 г. в Бирмингам, Обединеното кралство и обхваща страни на територията на четири континента, посетено от над 2,2 милиона души. Изявите на групата в края на турнето, включват представяния на музикални фестивали през 1985 г. и 1986 г., като участието им на първия „Рок в Рио“ в Рио де Жанейро на 15 и 19 януари 1985 г., това на „Монстърс ъф Рок“ в Англия на 16 август 1986 г. и изданията му в Швеция на 23 август 1986 г. и Германия на 30 и 31 август 1986 г. С повече от 180 концерта, турнето завършва на 5 септември 1986 г. в Мадрид. През 2015 г., по повод 50-тата годишнина на „Скорпиънс“, албумът е ремастериран и издаден с допълнителни пет песни: демо версиите на Still Loving You и Coming Home, както и три други неиздавани записи на компактдиск. Изданието включва видео концерт от „Медисън Скуеър Гардън“ в Ню Йорк, видеоклипове и кратък документален филм за албума.

## Описание
Въпреки здравословните проблеми свръзани със загубавата на гласа си, с които вокалистът на групата Клаус Майне се сблъсква преди записите на предишния албум на групата Blackout, благодарение на него „Скорпиънс“ се радват на сериозен международен търговски успех на няколко световни пазара. На най-големия музкален пазар, този в Съединените американски щати, Blackout достига № 10 в списъка на „Билборд 200“ и става първата продукция в тяхната кариера, която получава златен сертификат от Асоциацията на звукозаписната индустрия в Америка, на 24 юни 1982 г. Освен това, No One Like You, един от шестте сингъла от албума, достига първо място в престижната класацията „Мейнстрийм Рок Тракс“ на списание „Билборд“, а „мощната рок балада“ When the Smoke Is Going Down заема първа позиция в Полша. Blackout Tour е добре прието световно концертно турне, с презентации в Съединените американски щати, Канада, Япония и няколко европейски страни и събира повече 1 500 000 милиона души. Този международен успех мотивира групата да предоговори договора си с компанията „Брейз Мюзик“, собственост на продуцента Дитер Диркс, който предостава повече права на „Скорпиънс“.
В началото на 1983 г. музикантите се връщат в студио „Диркс“ в Кьолн, Германия, за да работят върху нов студиен албум. Скоро след това, решават да потърсят друго място за записване, тъй като не искат да работят винаги на едно и също място. Групата избира звукозаписното студио на АББА „Полар Стуидос“ в Стокхолм, Швеция. Вокалистът Клаус Майне отбеляза, че го харесват от самото начало, защото разполага с най-съвременното оборудване за записване.

## Записване
След няколко години в тясно сътрудничество, по това време отношенията между музикантите и техния продуцент Дитер Диркс, показват своите първи признаци на изхабяване. Въпреки противоречивата информация, съпроводена със спорове от различни страни, основната теза е, че продуцентът на групата отправя критики относно начинът на работа на басиста Франсис Буххолц. Според басиста, проблемите започват след предоговаряне на договора между „Скорпиънс“ и „Брейз Мюзик“, в който процес той заема важна роля и като отмъщение, Дитер Диркс иска да запише албума с „наети музиканти“, които да заменят него и Херман Раребел. От своя страна, Херман Раребел коментира, че искат да сменят Франсис Буххолц, защото не са доволни, както от ролята му в групата, така и от начина му на свирене и предлага бившия член на „Рейнбоу“ Джими Бейн. През април 1983 г., групата, Дитер Диркс и Джими Бейн, но без Франсис Буххолц заминават за Стокхолм, за да започнат процеса на записване.
Малко по-късно Херман Раребел поисква две седмици почивка, поради заболяване, но години по-късно потвърждава, че отсъствието му всъщност се дължи на сериозен проблем с алкохола и че известно време е прекарва в рехабилитационна клиника в Стокхолм. За да заеме позицията на барабанист, „зад гърба ми“ според Херман Раребел, китаристът Рудолф Шенкер кани Боби Рондинели, когото познава от години. С Джими Бейн и Боби Рондинели, групата записва всички песни в албума за няколко дни. Докато са в Швеция, те получават предложение да свирят във втората версия на „Ю Ес Фестивал“ в Съединените американски щати, което довежда до кратко турне там през втората половина на 1983 г. Това принуждава и петимата постоянни членове на „Скорпиънс“ да преразгледат вътрешните спорове, да признаят отговорностите и да възвърнат доверието по между си. Така след прекъсването, през април петимата музиканти се срещнат отново в Калифорния да изнесат петте планирани презентации.
Години наред не става напълно ясно, дали партиите на баса и барабаните, записани в Швеция, все пак са в крайния продукт или не. Херман Раребел отбеляза, че въпреки че бившите музиканти на „Рейнбоу“ свършват отлична работа, резултатът „вече не звучеше като „Скорпиънс“, (звукът) беше много натоварен, вече нямаше груув.“ Франсис Буххолц коментира, че това е „експеримент, който изобщо не проработи, с други думи тези записи, направени от Дитер, бяха катастрофа.“ В края на 1983 г., обратно в студиото на продуцента, Франсис Буххолц и Херман Раребел презаписват съответно партиите на баса и барабаните, без участието на другите музиканти и се ръководят само от направените вече записи на китари и вокали от Рудолф Шенкер, Матиас Ябс и Клаус Майне.
Нито една от песните, записани в Стокхолм, не е използвана в албума, защото „Скорпиънс“ презаписват целия материал в студио „Диркс“ в Кьолн. Дитер Диркс притежава първите цифрови записващи устройства с 32 писти в Германия, което според Франсис Буххолц „означаваше, че няма повече шум от лентата, няма повече проблеми с долбито“. Това придава на записа допълнителна търговска стойност, защото звукозаписната компания добавя специална бележка към пластмасовата кутия, на която пише, че това е един от първите цифрово записани хардрок албуми. Рудолф Шенкер обаче не е доволен от резултата, защото смята, че „звукът на китарите е много слаб“. Това е една от първите подобни машини, което налага процесът да се осъществява по много по различен от сегашния. Първо трябва да се запишат инструментите в аналогов режим и след това да се прехвърлят в цифров, при който процес „великият звук на китарите“ е загубен. Новият процес на записване, както и смесването, отнемат около три месеца. Рудолф Шенкер обяснява, че миксират последната песен в 8:00 ч. сутринта на 14 януари 1984 г. и в 9:40ч. хващат самолет за Бирмингам, Обединеното кралство, за да започнат подготовката за турнето Love at First Sting Tour.

## Композиране
Поради успеха на Blackout, „Брейз Мюзик“ успява да убеди групата да напише „песни, подходящи за радиото“, а това да им осигури повече излъчвания в ефира. Херман Раребел коментира, че поради тази причина албумът „има по-комерсиална страна“. За да се съобразят с желанията на продуценската фирма, барабанистът посочва, че обръщат внимание на това, което се пуска по американските радио станции, въпреки че вече осъзнават, че могат да пишат бързо комерсиални песни. Рудолф Шенкер подчертава, че Love at First Sting „има перфектния баланс между рок песни и мощни балади“ и цитира като примери съответно Rock You Like a Hurricane и Still Loving You.
Албумът започва с Bad Boys Running Wild, написана от Клаус Майне, Херман Раребел и Рудолф Шенкер, което според барабаниста отразява тази „комерсиалност“, която от „Брейз Мюзик“ искат. Критикът Мартин Попоф коментира, че е „приемлива, но не изключително впечатляваща“ с „прости, разтърсващи мощни акорди“ и текстове, които „подхождат на идеята за рок партита в музикалната индустрия“, популяризирана от групите на Лос Анджелис по това време. Текстът на Rock You Like a Hurricane е започнат от Херман Раребел и е за отношение и сексуалност, но Клаус Майне допълнително работи няколко пъти по него, докато го направи правилен. Известна като най-великата песен на групата, от гледна точка на метъла, според Мартин Попоф, тя е от особено значение за популяризирането на албума, благодарение на издаването ѝ като сингъл през февруари 1984 г. и по-късно с видеоклипа си. I'm Leaving You е друга песен, която Херман Раребел също смята за комерсиална, защото въпреки че има „достатъчно германско“ въведение и риф, след като „първият куплет удари, китарата дрънка тихо и вокалната мелодия предизвиква прото-глем метъл.“ Мартин Попоф отбелязва, че тази внезапна промяна в песента „задълбочава отвращението в редиците от най-верните фенове“.
Coming Home, наполовина балада и наполовина рок песен, има текст, който понякога се тълкува погрешно. Рудолф Шенкер разяснява, че идеята за текста идва след участие на фестивал в Съединените американски щати, където разбират, че техният „истински дом е на сцената, пред тяхната публика“; „Да се върнем на пътя, където ни е мястото“, според Клаус Майне. Въпреки че започва като „тъжна балада“, тя бързо се превръща в бърза рок песен с „прост китарен риф и още по-прости текстове“. The Same Thrill е също толкова бърза, макар и по твърда с „динамизъм на рифа си от само две ноти“, които притихват, когато започне куплетът. Тя е създадена в Стокхолм, след като Рудолф Шенкер предлага да композират нещо, което има „същата енергия“ като Now! от албума Blackout. Поради „тежестта им, страхотния звук и тежкото изпълнение на китара“ и Coming Home, и The Same Thrill са идеални за хедбенгинг, според Мартин Попоф.
Big City Nights е „хардрок, сравним с Bad Boys Running Wild“, с текстове, написани от Клаус Майне, които „припомнят стила на писане на песни на Раребел“. Песента е вдъхновена след парти в хотел в Токио през 1982 г., когато Рудолф Шенкер дърпа завесите в стаята си преди да си легне и през прозореца вижда града със слънчева светлина, показваща се над хоризонта. Клаус Майне също наблюдава от своата ставя и създава история за нощния живот в големите градове. Францис Буххолц казва, че е направена за да бъде пускана по американското радио, „защото знаехме, че можем да завладеем, в кавички, Съединените щати, само с радиото“. Това е първата от трите песни в албума (заедно с As Soon as the Good Times Roll и Still Loving You), в които Рудолф Шенкер свири соло на китара, вместо Матиас Ябс.
Следващите две песни, As Soon as the Good Times Roll и Crossfire, „осигуряват тон и измерение на албума“. Според Мартин Попоф, те не изглеждат „нито рутинен хевиметъл, нито радиоприятен хардрок контекст“ и в двете „Скорпиънс“ „използват атмосферни елементи (…) и имат усещане за зрялост и творческа смелост“. Първата „в рамките на реге ритъм“, втората, „подтикната от военен марш, подходящо ироничен за антивоенните настроения на Клаус“. По отношение на Crossfire, Клаус Майне я нарича „коментар относно ескалацията на ядрените оръжия (…) молба за мир“. Той отбеляза, че това е от значение за него, „тъй като Германия беше хваната по определен начин между суперсилите. Бяхме под кръстосания огън“.
Love at First Sting завършва с „мощната балада“ Still Loving You. Рудолф Шенкер казва, че историята по създаването ѝ, е подобна на тази на No One Like You от 1982 г., необходими са от 6 до 7 години, за да се постигне достатъчно качество, за да бъде включена в албум. Китаристът си спомня, че през 1983 г. отново я представя на останалите от групата и успява да ги мотивира да работят по нея, докато Клаус Майне отделя специално внимание на текстовете на Still Loving You. Песента разказва „любовна история, в която те признават, че са приключили, но искат да опитат отново“, според Рудолф Шенкер.

## Обложката
Германската компания „Кочловски“ ГмбХ създава обложката, а Хелмут Нютон прави снимките. Рудолф Шенкер иска да работи с Хелмут Нютон, защото смята, че може да им осигури „невероятна работа“ поради неговия стил на изкуство, който доста включва голи хора. Популярен и актуален по това време, сътрдучиничеството им с него, позволява на „Скорпиънс“ да достигнат до други хора, които все още не обръщат внимание на музиката създавана от германците, както и до някои публикации в пресата, като списание „Тайм“, защото „всички интелектуалци приеха Нютон“ според Херман Раребел. Черно-бялата снимка показва частично облечена двойка, която се прегръща, докато мъжът татуира скорпион на лявото ѝ бедро. Джим Люис, вицепрезидент по маркетинга на „Полиграм“, компанията „майка“ на „Мъркюри Рекърдс“, отбелязва, че създават втора обложка, в случай че оригиналната обиди дистрибуторите, но запазват първата, защото не я смятат за „порнографска“, а за „артистична“.
Дотогава големите вериги магазини като „Уолмарт“ и „Кеймарт“ успяват да се позиционират като едни от най-важните продавачи на албуми в Съединените американски щати, а това им дава достатъчно власт да поставят условия на звукозаписните компании, ако искат да разпространяват своите записи. Един от тези критерии е обложките и текстовете на песните да не обиждат клиентите им, което понякога води до промени или цензура. Един от първите случаи, е именно с обложката на Love at First Sting, защото „Уолмарт“ твърдят, че клиентите им се оплакват от съдържанието на изображението. Въпреки че Джим Люис казва, че няма други оплаквания от други дистрибутори, раздразнението на „Уолмарт“ е достатъчно, за да намали продажбите на албума. За да избегнат допълнителни проблеми, „Полиграм“ решават да сменят обложката с черно-бяла снимка на петимата музиканти в групата, която първоначално се намира от вътрешната страна на албума. Въпреки че това ново изображение не е постига качеството на оригинала, критикът Мартин Попоф отбелязва, че това се оказва една от най-добрите снимки, правени някога на групата, защото те „всички са облечени в кожа и с осезаема рокендрол решителност“.

## Издаване и представяне

### Албум
Love at First Sting е издаден на 27 март 1984 г. от „Харвест Рекърдс“/„И Ем Ай Рекърдс“ в Европа и в Съединените американски щати от „Мъркюри Рекърдс“. След като излиза на пазара албумът заема добри позиции на основните световни пазари. В Германия той достига № 6, а през 1985 г. Федералната асоциация на музикалната индустрия го награждава със златен сертификат за продажби възлизащи на повече от 250 000 копия. Според списание „Билборд“, между 1984 г. и 1985 г. „Скорпиънс“ най-накрая постигат успех в собствената си страна след години кариера, благодарение на сертифицирането на този албум и на Lovedrive, което се случва през 1984 г. Във Франция той достига № 4 в националната музикална класация и според публикация на списание „Билборд“, е сертифициран като платинен. По същия начин, на 10 февруари 1985 г., той достига девето място в Швейцария, където също получава златен сертификат. В Обединеното кралство, Love at First Sting достига № 17 в класацията за албуми и по това време е продаден в около 30 000 бройки. В останалите европейски страни той се класира под № 4 във Финландия, № 17 в Швеция и № 30 в Нидерлания. Албумът отбелязва и дебюта на „Скорпиънс“ в класациите на Австрия и Испания, където съответно заема позиции № 19 и № 18.
На 30 април 1984 г. той заема позиция № 7 в европейския „Топ 100 албума“ в на наскоро създаденото списание „Юротипшийт“ и с общо 55 седмици в класацията, последната му позиция в класацията е на 8 април 1985 г. под № 100. Love at First Sting влиза в списъка, разработен от „Орикон“ в Япония и достига № 25, и Асоциацията на звукозаписната индустрия в Япония го сертифицира със златен сертификат за продажба на повече от 100 000 копия. В Нова Зеландия, Love at First Sting е единственият албум на групата, който влиза в официалната новозеландска музикална класация, където достига № 48 на 15 юли 1984 г. На 6 юни 1984 г. той достига № 15 в „Топ 100 албума“ на канадското списание „Ар Пи Ем“. На 1 юни 1984 г. тогавашната Канадска асоциация на звукозаписната индустрия му издава платинен сертификат, а на 5 май 1988 г. албумът получава и двойно платинен сертификат, удостоверяващ 200 000 продадени копия.
В Съединените американски щати, на 16 юни 1984 г. Love at First Sting достига № 6 в „Билборд 200“ и остава в класацията общо 63 седмици. По същия начин той достига № 7 в „Топ 100 албуми“ на списание „Кеш Бокс“ и № 2 в класацията Рок албуми на списание „Билборд“. На 30 април 1984 г. Асоциацията на звукозаписната индустрия в Америка го сертифицира като платинен, а на 25 октомври същата година, той получава и двойно платинен сертификат; факт, който позиционира „Скорпиънс“ като единствената група с такова постижение през 1984 г. Повече от десет години по-късно, на 7 август 1995 г., Love at First Sting постига тройно платинен статус, което представлява 3 000 000 продадени копия, а това го прави най-продаваният албум на групата в тази страна.

### Сингли
Пет сингъла са издадени за популяризиране на албума през 1984 г.: Rock You Like a Hurricane, Still Loving You, Big City Nights, I'm Leaving You и Bad Boys Running Wild. О тях, Rock You Like a Hurricane помага най-много за популяризирането на Love at First Sting и въпреки че е една от най-популярните песни на групата, успехът ѝ в музикалните класации не е толкова голям. В Европа песента влиза в британските и френските класации съответно на № 78 и № 17, докато в Нидерландия достига № 47 през 1987 г. По същия начин в Съединените американски щати, сингълът достига № 25 в „Билборд Хот 100“ и № 5 в „Мейнстрийм Рок Тракс“, и двете класации разработени от списание „Билборд“. Still Loving You, първоначално издадена през юни и след това преиздадена през ноември, е посрещната положително главно на европейските пазари, като достига десетте най-продавани сингъла в класациите в Белгия, Нидерландия и Швейцария. Във Франция Still Loving You достига върха на националната музикална класация и преди края на годината Националният синдикат на фонографските издателства я сертифицира като платинена, след като се продава в повече от 1 000 000 копия.
На 20 август е издадена Big City Nights, тя влиза само в „Ю Кей Сингълс Чарт“ в Обединеното кралство и в „Мейнстрийм Рок Тракс“ в Съединените американски щати, като достига съответно до места № 76 и № 14. Издадената само в Мексико и Съединените американски щати I'm Leaving You, достига № 56 в „Мейнстрийм Рок Тракс“. С изключение на Bad Boys Running Wild, за останалите четири сингъла групата записва видеоклипове, въпреки че този за Big City Nights е публикуван през 1985 г. с цел популяризиране на концертния албум World Wide Live.

### Концертно турне
Промоционалното турне Love at First Sting Tour започва на 23 януари 1984 г. в Бирмингам, Обединеното кралство. До този момент, албумът все още не е издаден, поради разногласията между продуцента и групата по време на процеса на записване, което забавя организирането на турнето. „Скорпиънс“ завършват смесването на албум на 14 януари и според Рудолф Шенкер различни аспекти от организацията на турнето също са забавени, групата няма време да репетира песните, които планира да изпълни, а структурата на сцената не е готова, когато турнето започва. Клаус Майне казва, че започват „неловко“ и въпреки че обмислят отмяна на изпълненията в Обединеното кралство, те предпочитат да се приспособят към неудобството и да направят концертите, за да не разочароват своите британски фенове. Групата не е доволна и от сцената, която е построена в Съединените американски щати и пристига в Обединеното кралство за началото на турнето. Според списание „Керанг!“, тя се състои от гигантски скорпион и струва 20 000 паунда, но не оправдава очакванията на музикантите и британската компания „Лайт енд Саунд Дизайн“ създава нова, която е готова за използване след 1 февруари, преди да свирят в „Хамърсмит Одеон“ в Лондон.
Въпреки проблемите, групата свири на всички концерти във Великобритания, както и в Белгия и Франция, преди да започне северноамериканския етап на 17 март в Рапид Сити, САЩ. С десетки концерти в Съединените американски щати и Канада между март и септември, с няколко дни в Япония през август, списание „Билборд“ ги определя, след „Ван Хален“, за най-успешния хардрок и хевиметъл изпълнител по време на турне през първото полугодие на 1984 г. След концерт в японския град Осака на 6 септември, от 26 октомври те правят няколко презентации в някои страни от континентална Европа; последният спектакъл за годината е на 3 декември в Хамбург, Германия. Според „Вашингтон Поуст“ групата свири пред повече от 2 200 000 души през 1984 г. По-късно групата добавя още изпълнения на различни световни фестивали, сред които „Рок в Рио“ в Рио де Жанейро (15 и 19 януари 1985 г.); „Небуърт Парк“ в Небуърт (22 юни 1985 г.); „Дей он дъ Грийн“ в Оукланд (31 август 1985 г.) и „Монстърс ъф Рок“ в Англия (16 август 1986 г.) и изданията му в Швеция (23 август 1986 г.) и Германия (30 и 31 август 1986 г.). С повече от 180 концерта, турнето Love at First Sting завършва на 5 септември 1986 г. в Мадрид, Испания.

## Възприемане

### Коментари на критиците
Love at First Sting получава положителни отзиви от специализираната преса при издаването си, както и по-късно в други различни съвременни оценки. Списание „Билборд“ пише за него и го представя в седмицата от 10 март 1984 г., описан като албум, който съдържа последователни песни, където: „„Скорпиънс“ могат да се похвалят, че помагат за съживяването на пазара на хардрок като един от най-ранните примери от второто поколение на жанра. Канадското издание „Ар Пи Ем“ отбелязва, че „Звукът е много твърд, така че моментът е перфектен със завръщането на тази форма на музика“ и нарича „ключови“ песните Bad Boys Running Wild, Rock You Like a Hurricane, Big City Nights и Crossfire. Британският вестник „Мюзик Уийк“ коментира, че това е „силно продължение на много успешния албум Blackout. Песни като Bad Boys Running Wild, Rock You Like A Hurricane и Crossfire са едни от най-добрите досега от германските рокаджии.“ Кърт Лодер от списание „Ролинг Стоун“ изтъква Матиас Ябс, когото смята за „истински „чудовищен“ китарист в класическия хевиметъл модел“, както и Клаус Майне, който притежава „необичайна изтънченост и тонален контрол“. Въпреки това, той е критичен към изпълнението на главния китарист Рудолф Шенкер, защото „по-замърсеният му стил, вкоренен в шейсетте години, понякога е в противоречие с динамиката на групата (...).“ За албума той пише, че „предлага някои умело оцветени вокални хармонии“ и „поклонниците на хевиметъла трябва да му се насладят и дори скептиците на хевиметъла може да си блъскат главите в знак на почит към чистото преувеличение на всичко това.“
Бари Вебър от „Олмюзик“ изразява мнение, че албумът „донася (на „Скорпиънс“) най-големия им сингъл за десетилетието, елегантния химн Rock You Like a Hurricane, с някои сериозно подценени песни в подкрепа на това“, като „вълнуващата Bad Boys Running Wild, „запомнящата се Big City Nights“ и „която може би е най-добрата балада на групата, сърцераздирателната Still Loving You“. С всичко това, той преценява, че „Love at First Sting определено трябва да се види от всички фенове на „Скорпиънс““. В рецензията, изготвена от германското списание „Рок Хард“, се обяснява че: „той е по-американизиран (...) вероятно сочи към метъла на Съединените щати“, с „доста добра“ първа част. Въпреки че не е „много убедителен“, „Като цяло типичният звук на „Скорпиънс“ е представен в Love At First Sting, но звучи много по-пълно, отколкото в предишните записи.“ Критикът Мартин Попоф изтъква значението на Rock You Like a Hurricane, но според него албумът не успява, тъй като „е по-лек и по-опростен от своя предшественик, Blackout“.
Едуардо Ривадавия, в своя списък с албуми на групата, подредени от най-лошия до най-добрия за „Ултимейт Класик Рок“, поставя Love at First Sting на четвърто място. Той смята това издание за „най-успешния албум на „Скорпиънс““, който „увенча дългото и стабилно изкачване на групата към световната слава с мултиплатинени продажби и добри позиции в класациите“ (...); „В съответствие, този албум все още гъмжи от вълнение, всички тези години по-късно.“ В подобна рецензия, Малкълм Доум от „Класик Рок“ го класира на второ място, защото „...е пълен с висококачествени песни, които допаднаха на американския пазар, но същевременно запазиха европейските си корени“, като допълнително споменава, че „парти метълът на Bad Boys Running Wild, почитта към феновете с Coming Home и прочувствената балада Still Loving You се оказаха победители не само на запис, но и на сцената.“ Фрейзър Люри също от „Класик Рок“, в рецензията на албумите, ремастерирани за отбелязването на 50-тата годишнина на групата, посочва, че „той се издига до подобни висоти (като Blackout) и включва брилянтната Rock You Like a Hurricane и друга страхотна балада Still Loving You. От своя страна, онлайн списанието „Лоудуайър“ коментира, че с този албум „„Скорпиънс“ са се адаптирали напълно към нарастващата популярност на комерсиалния хевиметъл“ и подчертава „безсмъртния Rock You Like a Hurricane“, „винаги закачливия Big City Nights и долнопробната игра Bad Boys Running Wild.“

### Признание
През годините различни автори и специализирани медии позиционират Love at First Sting сред най-добрите хардрок и хевиметъл албуми.
| Публикация                 | Година | Признание                                                        | Позиция | Източник |
| -------------------------- | ------ | ---------------------------------------------------------------- | ------- | -------- |
| „Мюзикекспрес“             | 2001   | „Топ 100 германски албума“                                       | 91      | [ 90 ]   |
| „Рок Хард“                 | 2001   | „Топ 300 албума“                                                 | —       | [ 91 ]   |
| „Класик Рок“/„Метъл Хамър“ | 2006   | „200-те най-велики албума на 80-те“                              | —       | [ 92 ]   |
| „Рокендфолк“               | 2014   | „555-те албума от 1954-2014 г“                                   | —       | [ 90 ]   |
| „Лоудуайър“                | 2018   | „Всичките 50 албума от осемдесетте (изборът на гласоподавателя)“ | 41      | [ 93 ]   |
| „Лоудуайър“                | 2022   | „80-те години хардрок+метъл албуми от 80-те години“              | 70      | [ 90 ]   |

## Ремастирано издание за 50-тата годишнина
Във връзка с честването на 50-тата годишнината на групата, на 6 ноември 2015 г. албумът, е преиздаден под заглавието Love at First Sting 50th Anniversary. Това преиздание включва пет бонус песни: демо версиите на Still Loving You и Coming Home, както и на Anytime (You Want It), Living at Night и First Sting Jam No. 1, песни, по които групата работи по време на процеса на записване, но не включва в крайния продукт. В допълнение към това, изданието включва и цифров многоцелеви диск с част от концерта на групата в „Медисън Скуеър Гардън“ в Ню Йорк на 7 юни 1984 г., като част от турнето Love at First Sting Tour. На втори цифров многоцелеви диск са добавени музикалните видеоклипове на Rock You Like a Hurricane, I'm Leaving You, Still Loving You и Big City Nights, три участия в някои телевизионни предавания и версия записана на живо на Big City Nights, от „Монстърс ъф Рок“ през 1986 г. Обичайно за тези юбилейни издания, колекцията приключва с документален филм за историята на албума, който включва интервюта с Клаус Майне, Херман Раребел, Рудолф Шенкер и Матиас Ябс.

## Списък с песните
Страна едно
1. Bad Boys Running Wild (Клаус Майне, Херман Раребел, Рудолф Шенкер) – 3:54
2. Rock You Like a Hurricane (Клаус Майне, Херман Раребел, Рудолф Шенкер) – 4:11
3. I'm Leaving You (Клаус Майне, Рудолф Шенкер) – 4:16
4. Coming Home (Клаус Майне, Рудолф Шенкер) – 4:58
5. Same Thrill (Клаус Майне, Рудолф Шенкер) – 3:30
6. Big City Nights (Клаус Майне, Рудолф Шенкер) – 4:08
7. As Soon as the Good Times Roll (Клаус Майне, Рудолф Шенкер) – 5:01
8. Crossfire (Клаус Майне, Рудолф Шенкер) – 4:31
9. Still Loving You (Клаус Майне, Рудолф Шенкер) – 6:26

Бонус песни в изданието от 2015 г. за 50-тата годишнина на „Скорпиънс“
1. Coming Home (Клаус Майне, Рудолф Шенкер) – 3:17 (демо версия)
2. Living At Night (Клаус Майне, Рудолф Шенкер) – 4:14 (демо версия)
3. First Sting Jam (Матиас Ябс, Рудолф Шенкер) – 1:25 (демо версия)
4. Anytime (You Want It) (Рудолф Шенкер) – 5:16 (демо версия)
5. Still Loving You (Клаус Майне, Рудолф Шенкер) – 5:46 (демо версия)

## Състав
| Музиканти - Клаус Майне – вокали - Рудолф Шенкер – ритъм китара, освновна китара на Big City Nights, As Soon as the Good Times Roll и Still Loving You и хор - Матиас Ябс – основна китара, акустична и ритъм китара - Херман Раребел – барабани - Франсис Буххолц – бас Източник на информацията: Задната обложка на Love at First Sting. | Продукция - Дитер Диркс – продуцент - Дитер Диркс и „Скорпиънс“ – смесване - Герд Раутенбах – звуково инженерство - „Кочловски“ – дизайн на обложката - Хелмут Нютон – фотография |

## Позиция в класациите
| Класация                             | Най-висока позиция | Източник |         |
| 1984 г.                              | 1984 г.            | 1984 г.  | 1984 г. |
| ------------------------------------ | ------------------ | -------- | ------- |
| Австрия                              | 19                 | [ 46 ]   |         |
| Великобритания („Ю Кей Албумс Чарт“) | 17                 | [ 41 ]   |         |
| Германия                             | 6                  | [ 33 ]   |         |
| Европа („Топ 100 Албуми“)            | 7                  | [ 48 ]   |         |
| Испания                              | 18                 | [ 47 ]   |         |
| Канада                               | 15                 | [ 52 ]   |         |
| Нидерландия                          | 30                 | [ 45 ]   |         |
| Нова Зеландия                        | 48                 | [ 51 ]   |         |
| САЩ („Билборд 200“)                  | 6                  | [ 3 ]    |         |
| САЩ („Билборд Рок Албуми“)           | 2                  | [ 55 ]   |         |
| САЩ („Кеш Бокс Топ 100 Албуми“)      | 7                  | [ 54 ]   |         |
| Финландия                            | 4                  | [ 43 ]   |         |
| Франция                              | 4                  | [ 36 ]   |         |
| Швеция                               | 17                 | [ 44 ]   |         |
| Швейцария                            | 9                  | [ 39 ]   |         |
| Япония                               | 25                 | [ 50 ]   |         |
| 1985 г.                              |                    |          |         |
| Европа („Топ 100 Албуми“)            | 100                | [ 49 ]   |         |

| Класация                        | Най-висока позиция | Източник |         |
| 1984 г.                         | 1984 г.            | 1984 г.  | 1984 г. |
| ------------------------------- | ------------------ | -------- | ------- |
| Германия                        | 63                 | [ 95 ]   |         |
| Канада                          | 41                 | [ 96 ]   |         |
| САЩ („Билборд 200“)             | 29                 | [ 97 ]   |         |
| САЩ („Кеш Бокс Топ 100 Албуми“) | 21                 | [ 98 ]   |         |
| 1985 г.                         |                    |          |         |
| Германия                        | 52                 | [ 99 ]   |         |

### Седмични класации сингли
| Сингъл                    | Класация                              | Най-висока позиция | Източник |
| 1984 г.                   | 1984 г.                               | 1984 г.            | 1984 г.  |
| ------------------------- | ------------------------------------- | ------------------ | -------- |
| Rock You Like a Hurricane | Великобритания („Ю Кей Сингълс Чарт“) | 78                 | [ 61 ]   |
| Rock You Like a Hurricane | Канада                                | 37                 | [ 100 ]  |
| Rock You Like a Hurricane | Нидерландия                           | 47                 | [ 101 ]  |
| Rock You Like a Hurricane | САЩ („Билборд Хот 100“)               | 25                 | [ 64 ]   |
| Rock You Like a Hurricane | САЩ („Мейнстрийм Рок Тракс“)          | 5                  | [ 65 ]   |
| Rock You Like a Hurricane | САЩ („Кешбокс Топ 100 Сингълс“)       | 21                 | [ 102 ]  |
| Rock You Like a Hurricane | Франция („Инфодиск“)                  | 17                 | [ 62 ]   |
| I'm Leaving You           | САЩ („Мейнстрийм Рок Тракс“)          | 56                 | [ 65 ]   |
| Big City Nights           | Великобритания („Ю Кей Сингълс Чарт“) | 14                 | [ 61 ]   |
| Big City Nights           | САЩ („Мейнстрийм Рок Тракс“)          | 76                 | [ 65 ]   |
| Still Loving You          | Германия                              | 14                 | [ 103 ]  |
| Still Loving You          | Полша                                 | 3                  | [ 104 ]  |
| Still Loving You          | САЩ („Билборд Хот 100“)               | 64                 | [ 64 ]   |
| Still Loving You          | САЩ („Мейнстрийм Рок Тракс“)          | 36                 | [ 65 ]   |
| Still Loving You          | Франция („Инфодиск“)                  | 1                  | [ 62 ]   |
| Still Loving You          | Франция („Лесчартс“)                  | 3                  | [ 105 ]  |
| Still Loving You          | Швейцария                             | 3                  | [ 68 ]   |
| 1985 г.                   |                                       |                    |          |
| Still Loving You          | Португалия                            | 1                  | [ 106 ]  |
| Still Loving You          | Франция („Лесчартс“)                  | 36                 | [ 105 ]  |
| 1987 г.                   |                                       |                    |          |
| Rock You Like a Hurricane | Нидерландия                           | 47                 | [ 63 ]   |
| Still Loving You          | Белгия (Фландрия)                     | 3                  | [ 66 ]   |
| Still Loving You          | Нидерландия                           | 5                  | [ 67 ]   |
| 2011 г.                   |                                       |                    |          |
| Still Loving You          | Франция („Лесчартс“)                  | 38                 | [ 105 ]  |
| Still Loving You          | Франция („Инфодиск“)                  | 37                 | [ 62 ]   |
| 2012 г.                   |                                       |                    |          |
| Still Loving You          | Франция („Лесчартс“)                  | 40                 | [ 105 ]  |
| Still Loving You          | Франция („Инфодиск“)                  | 39                 | [ 62 ]   |
| 2013 г.                   |                                       |                    |          |
| Still Loving You          | Франция („Лесчартс“)                  | 95                 | [ 105 ]  |
| Still Loving You          | Франция („Инфодиск“)                  | 97                 | [ 62 ]   |
| 2014 г.                   |                                       |                    |          |
| Still Loving You          | Франция („Лесчартс“)                  | 23                 | [ 105 ]  |
| Still Loving You          | Франция („Инфодиск“)                  | 21                 | [ 62 ]   |
| 2015 г.                   |                                       |                    |          |
| Still Loving You          | Франция („Лесчартс“)                  | 84                 | [ 105 ]  |
| 2016 г.                   |                                       |                    |          |
| Still Loving You          | Франция („Лесчартс“)                  | 65                 | [ 105 ]  |

### Позиция в класациите за 50-тата годишнина
| Класация (2015 г.) | Най-висока позиция | Източник |
| ------------------ | ------------------ | -------- |
| Белгия             | 100                | [ 107 ]  |
| Германия           | 46                 | [ 108 ]  |
| Испания            | 90                 | [ 109 ]  |
| Франция            | 170                | [ 110 ]  |
| Япония             | 46                 | [ 111 ]  |

## Сертификати
| Държава              | Сертифициращ орган                                 | Сертификат  | Сертифицирани продажби | Източник |
| -------------------- | -------------------------------------------------- | ----------- | ---------------------- | -------- |
| Германия             | Федерална асоциация на музикалната индустрия       | Златен      | 250 000                | [ 34 ]   |
| Канада               | Канадската асоциация на звукозаписната индустрия   | 2х Платинен | 200 000                | [ 53 ]   |
| САЩ                  | Асоциация на звукозаписната индустрия в Америка    | 3х Платинен | 3 000 000              | [ 56 ]   |
| Франция              | Националения синдикат на фонографските издателства | Платинен    | 400 000                | [ 37 ]   |
| Швейцария            | Международна федерация на фонографската индустрия  | Златен      | 25 000                 | [ 37 ]   |
| Япония               | Асоциация на звукозаписната индустрия на Япония    | Златен      | 100 000                | [ 37 ]   |
| Глобални сертификати |                                                    |             |                        |          |
| —                    | Награди за рок и поп изкуство                      | Златен      | 500 000                | [ 112 ]  |

## Цитати
1. ↑  Popoff 2016, с. 88 и 90.
2. ↑  Popoff 2016, с. 87.
3. 1 2 3  Chart History Scorpions The Billboard 200 //   billboard.com. Посетен на 2023-02-22. (на английски)
4. ↑  Platinum Up In First Half Of '82 (PDF) //  General News.   Billboard, 1982-08-10. Посетен на 2023-02-22. (на английски)
5. ↑  When the Smoke Is Going Down Scorpions //  Scorpions.   lp3.pl.  Архивиран от оригинала на 2023-02-22. Посетен на 2023-02-17. (на полски)
6. ↑  Blackout Tour //  Live.   the-scorpions.com. Посетен на 2023-02-22. (на английски)
7. ↑  THE SCORE OF THE SCORPIONS Highlights Of Two Generations (PDF) //   Billboard. Посетен на 2023-02-22. (на английски)
8. 1 2 3 4  Popoff 2016, с. 107.
9. 1 2 3 4 5  Scorpions – Love At First Sting, EMI – 7243 5 35156 2 1, Ⓒ 2001 Breeze Music GmbH / EMI Electrola GmbH & Co. KG
10. ↑  Popoff 2016, с. 107 и 109.
11. ↑  Popoff 2016, с. 107 – 108.
12. 1 2 3 4 5  Popoff 2016, с. 108.
13. ↑  Popoff 2016, с. 106.
14. 1 2 3 4  Popoff 2016, с. 109.
15. 1 2 3  FRANCIS BUCHHOLZ, POR SIEMPRE ESCORPION! //   .myrnamariabarahona.com. Посетен на 2023-02-22. (на испански)
16. 1 2 3 4  Popoff 2016, с. 104.
17. 1 2 3 4 5  Popoff 2016, с. 103.
18. ↑  MacIntosh, Dan. Scorpions Rudolf Schenker //   songfacts.com, 2010-04-06. Посетен на 2023-02-22. (на английски)
19. 1 2 3 4  Popoff 2016, с. 102.
20. 1 2  Popoff 2016, с. 105.
21. 1 2 3  Weber, Barry. AllMusic Review by Barry Weber //  Biography.   allmusic.com. Посетен на 2020-01-29. (на английски)
22. ↑  Popoff 2016, с. 110.
23. ↑  Popoff 2016, с. 110 – 111.
24. ↑  Popoff 2016, с. 111 – 112.
25. ↑  Rudolf Schenker //   tronicaltune.com.  Архивиран от оригинала на 2023-03-27. Посетен на 2023-02-22. (на английски)
26. ↑  Popoff 2016, с. 112.
27. ↑  Popoff 2016, с. 112 и 113.
28. ↑  Still Loving You by Scorpions //  Scorpions.   songfacts.com. Посетен на 2023-02-22. (на английски)
29. 1 2  ALBUM DETAILS Love at First Sting //  Discography.   the-scorpions.com. Посетен на 2020-01-29. (на английски)
30. ↑  AFTER RACK COMPLAINT PolyGram Changes Scorpions Cover (PDF) //   Billboard, 1984-05-05. Посетен на 2023-02-23. (на английски)
31. ↑  Nuzum 2001, с. 78.
32. ↑  Polytram Changes Scorpions Cover LP (PDF) //  1984-05-05.   Billboard. Посетен на 2023-02-23. (на английски)
33. 1 2  Scorpions Love At First Sting Album //  Chartverlauf.   offiziellecharts.de. Посетен на 2023-02-23. (на немски)
34. 1 2  GOLD-/PLATIN-Datenbank //   musikindustrie.de. Посетен на 2023-02-23. Вие трябва да Напишете SCORPIONS в Hier können Sie suchen nach:/Interpret (на немски)
35. ↑  EMI Scores With National Talent (PDF) //  INDUSTRY IN FOCUS (Continued on page G'G-6).   Billboard, 1985-06-29. Посетен на 2023-02-23. (на английски)
36. 1 2  Le Détail des Albums de chaque Artiste //   infodisc.fr. Посетен на 2023-02-23. Вие трябва да изберете SCORPIONS от падащото меню (на френски)
37. 1 2 3 4 5 6  Love At First Sting //  Billboard.   1985-04-27. Посетен на 2023-02-23. (на английски)
38. ↑  SCORPIONS Love At First Sting //   eil.com. Посетен на 2023-02-23. (на английски)
39. 1 2  [hitparade.ch/album/Scorpions/Love-At-First-Sting-80  Scorpions – Love At First Sting] //   Посетен на 2023-02-23. (на немски)
40. ↑  Suche nach: scorpions //   swisscharts.com. Посетен на 2023-02-23. (на немски)
41. 1 2  SCORPIONS //  Albums.   officialcharts.com. Посетен на 2023-02-23. (на английски)
42. 1 2 3  Popoff 2016, с. 115.
43. 1 2  Pennanen 2021, с. 229.
44. 1 2  SCORPIONS - LOVE AT FIRST STING (ALBUM) //   swedishcharts.com. Посетен на 2023-02-23. (на английски)
45. 1 2  Love at First Sting //  SCORPIONS Discography.   rockdetector.com.  Архивиран от оригинала на 2007-12-28. Посетен на 2023-02-23. (на английски)
46. 1 2  Scorpions - Love At First Sting //   austriancharts.at. Посетен на 2023-02-23. (на английски)
47. 1 2  Salaverri 2015, с. 300.
48. 1 2  EUROPEAN TOP 100 ALBUMS (PDF) //   Music and Media, 1984-04-30. Посетен на 2023-02-27. Страница 12 (на английски)
49. 1 2  EUROPEAN TOP 100 ALBUMS (PDF) //   Music and Media, 1985-04-08. Посетен на 2023-02-27. Страница 9 (на английски)
50. 1 2  Love at First Sting //  SCORPIONS Discography.   rockdetector.com.  Архивиран от оригинала на 2007-12-28. Посетен на 2023-02-27. (на английски)
51. 1 2  SCORPIONS - LOVE AT FIRST STING (ALBUM) //   charts.nz. Посетен на 2023-02-27. (на английски)
52. 1 2  Top Albums/CDs - Volume 40, No. 15, June 16 1984 (PDF) //   Library and Archives Canada, 1984-06-16.  Архивиран от оригинала на 2014-11-29. Посетен на 2023-02-27. (на английски)
53. 1 2  Gold/Platinum LOVE AT FIRST STING //   musiccanada.com. Посетен на 2023-02-27. (на английски)
54. 1 2  Cashbox Top 100 Albums (PDF) //   Cash Box, 1984-04-21. Посетен на 2023-02-27. (на английски)
55. 1 2  Rock Albums & lop Tracks (PDF) //  1984-05-19.   Billboard. Посетен на 2023-02-27. (на английски)
56. 1 2 3  Gold & Platinum //  SCORPIONS.   riaa.com. Посетен на 2023-02-27. (на английски)
57. ↑  October RIAA Certifications (PDF) //  SECOND '84 PLATINUM FOR IGLESIAS.   Billboard, 1984-11-10. Посетен на 2023-02-27. (на английски)
58. ↑  Singles //  DISCOGRAPHY.   the-scorpions.com. Посетен на 2023-03-01. (на английски)
59. 1 2  Scorpions – I'm Leaving You //  Scorpions.   discogs.com. Посетен на 2023-03-01. (на английски)
60. ↑  Scorpions – Bad Boys Running Wild //  Scorpions.   discogs.com. Посетен на 2023-03-01. (на английски)
61. 1 2 3  Official singles Chart results matching: rock you like a hurricane //   officialcharts.com. Посетен на 2023-03-01. (на английски)
62. 1 2 3 4 5 6 7 8  Accès direct à ces Artistes //   infodisc.fr. Посетен на 2023-03-01. Вие трябва да изберете SCORPIONS от падащото меню (на френски)
63. 1 2  Scorpions - Rock You Like A Hurricane //   dutchcharts.nl. Посетен на 2023-03-01. (на нидерландски)
64. 1 2 3  Scorpions Billboard Hot 100 //  Chart History.   billboard.com. Посетен на 2023-03-01. (на английски)
65. 1 2 3 4 5 6 7  Scorpions Mainstream Rock Airplay //  Chart History.   billboard.com. Посетен на 2023-03-01. (на английски)
66. 1 2  SCORPIONS - STILL LOVING YOU //   ultratop.be. Посетен на 2023-03-01. (на нидерландски)
67. 1 2  SCORPIONS - STILL LOVING YOU //   dutchcharts.nl. Посетен на 2023-03-01. (на нидерландски)
68. 1 2  SCORPIONS - STILL LOVING YOU //   swisscharts.com. Посетен на 2023-03-01. (на немски)
69. ↑  Les Singles de Platine //  Certif_Platine.   infodisc.fr.  Архивиран от оригинала на 2013-02-24. Посетен на 2023-03-01. (на френски)
70. ↑  Big City Nights //   the-scorpions.com. Посетен на 2023-03-01. (на английски)
71. ↑  Official singles Chart results matching: big city nights //   officialcharts.com.  Архивиран от оригинала на 2012-10-10. Посетен на 2023-03-01. (на английски)
72. ↑  Scorpions Still loving you //   mvdbase.com.  Архивиран от оригинала на 2016-03-03. Посетен на 2023-03-02. (на английски)
73. ↑  ZUCKERMAN, FAYE. Music Monitor (PDF) //   Billboard, 1984-10-06. Посетен на 2023-03-02. (на английски)
74. ↑  New Video Clips (PDF) //   Billboard, 1985-07-06. Посетен на 2023-03-02. (на английски)
75. ↑  Tannenbaum, Marks 2012.
76. 1 2 3 4  Love at First Sting Tour //  Live.   the-scorpions.com. Посетен на 2023-03-02. (на английски)
77. ↑  Popoff 2016, с. 114 – 115.
78. ↑  GREIN, PAUL. Road Paved With Gold For Some Van Halen, Joel Among Top Touring Acts In First Half (PDF) //  News.   Billboard, 1984-07-21. Посетен на 2023-03-13. (на английски)
79. ↑  Yasui, Todd. THE SIGN OF THE SCORPIONS //   washingtonpost.com, 1988-08-30. Посетен на 2023-03-13. (на английски)
80. 1 2  Lewry, Fraser. Scorpions: Reissues //  Reviews.   loudersound.com, 2015-10-30. Посетен на 2023-03-14. (на английски)
81. ↑  Popoff 2005, с. 319.
82. ↑  Larkin 2006, с. 1976.
83. 1 2  SCORPIONS Love At First Sting //  Reviews.   rockhard.de. Посетен на 2023-03-14. (на английски)
84. 1 2  LODER, KURT. Scorpions Love At First Sting //  Album Reviews.   rollingstone.com, 1984-04-26.  Архивиран от оригинала на 2007-10-14. Посетен на 2023-03-14. (на английски)
85. ↑  Billboard Album Reviews (PDF) //   Billboard, 1984-03-10. Посетен на 2023-03-16. (на английски)
86. ↑  New Albums (PDF) //   RPM, 1984-04-14. Посетен на 2023-03-16. (на английски)
87. ↑  TOP 50 (PDF) //  LP Reviews.   Music Week, 1984-03-17. p. 21 (36). Посетен на 2023-03-16. (на английски)
88. ↑  Rivadavia, Eduardo. Scorpions Albums Ranked Worst to Best //   ultimateclassicrock.com, 2015-09-18. Посетен на 2023-03-20. (на английски)
89. ↑  Dome, Malcolm. Every Scorpions album ranked from worst to best //  Classic Rock.   loudersound.com, 2022-05-11. Посетен на 2023-03-17. (на английски)
90. 1 2 3 4  Top 80 Hard Rock + Metal Albums of the 1980s //   loudwire.com, 2022-11-22. Посетен на 2023-03-17. (на английски)
91. ↑  Top 300 - Die Einzelauswertung //   rockhard.de.  Архивиран от оригинала на 2005-02-27. Посетен на 2023-03-20.
92. ↑  Scorpions Love at First Sting //  Best of All-time Lists, Best of Decade Lists, etc.   acclaimedmusic.net. Посетен на 2023-03-20. (на английски)
93. ↑  The 50 best albums of the 80s //   loudersound.com, 2018-12-13. Посетен на 2023-03-20.
94. ↑  SCORPIONS: '50th Anniversary Deluxe Editions' Of Classic Albums to Include Bonus Material //  News.   blabbermouth.net, 2015-08-15. Посетен на 2023-03-20. (на английски)
95. ↑  Offizielle Deutsche Charts Top 100 Album-Jahrescharts //   offiziellecharts.de. Посетен на 2023-03-20. (на немски)
96. ↑  TOP 100 ALBUMS of 1984 (PDF) //   RPM, 1985-01-05. p. 8 (16). Посетен на 2023-03-20. 8 (16) (на английски)
97. ↑  Top Pop Albums (PDF) //   Billboard, 1984-12-22. Посетен на 2023-03-20. (на английски)
98. ↑  TOP ALBUMS
99. ↑  Offizielle Deutsche Charts Top 100 Album-Jahrescharts //   offiziellecharts.de. Посетен на 2023-03-21. (на немски)
100. ↑  Top Singles - Volume 40, No. 18, July 07 1984 (PDF) //   collectionscanada.gc.ca, 1984-07-07.  Архивиран от оригинала на 2015-07-10. Посетен на 2023-03-21. (на английски)
101. ↑  Artiest: scorpions //  Single Top 100.   dutchcharts.nl. Посетен на 2023-12-14.
102. ↑  Cashbox Top 100 Singles //   Cash Box, 1984-05-26. Посетен на 2023-12-14. (на английски)
103. ↑  SCORPIONS - STILL LOVING YOU SINGLE //   offiziellecharts.de. Посетен на 2023-03-21. (на немски)
104. ↑  Song artist 514 - The Scorpions //   tsort.info. Посетен на 2023-12-14.
105. 1 2 3 4 5 6 7 8  SCORPIONS - STILL LOVING YOU (CHANSON) //   lescharts.com. Посетен на 2023-03-21. (на френски)
106. ↑  TOP DISCO [18 Maio 1985] //  PORTUGAL: TOP 20 - LP´s.   ukmix.org.  Архивиран от оригинала на 2023-02-01. Посетен на 2023-03-21. (на английски)
107. ↑  Scorpions – Love At First Sting //   ultratop.be, 2015-11-14. Посетен на 2023-03-22. (на френски)
108. ↑  Six SCORPIONS Albums Simultaneously Land On German Chart //   blabbermouth.net, 2015-11-19. Посетен на 2023-03-22. (на английски)
109. ↑  SCORPIONS - LOVE AT FIRST STING (ALBUM) //   spanishcharts.com. Посетен на 2023-03-22. (на английски)
110. ↑  SCORPIONS - LOVE AT FIRST STING (ALBUM) //   lescharts.com. Посетен на 2023-03-22. (на френски)
111. ↑  スコーピオンズのランキング情報 //   oricon.co.jp. Посетен на 2023-03-22.
112. ↑  Rock & Pop Art Awards - Scorpions/Love at First Sting //   3.bp.blogspot.com.  Архивиран от оригинала на 2020-12-06. Посетен на 2023-03-22. (на английски)